# Fannia flavitibia
Fannia flavitibia is een vliegensoort uit de familie van de Fanniidae. De wetenschappelijke naam van de soort is voor het eerst geldig gepubliceerd in 1920 door Stein.